# T-27

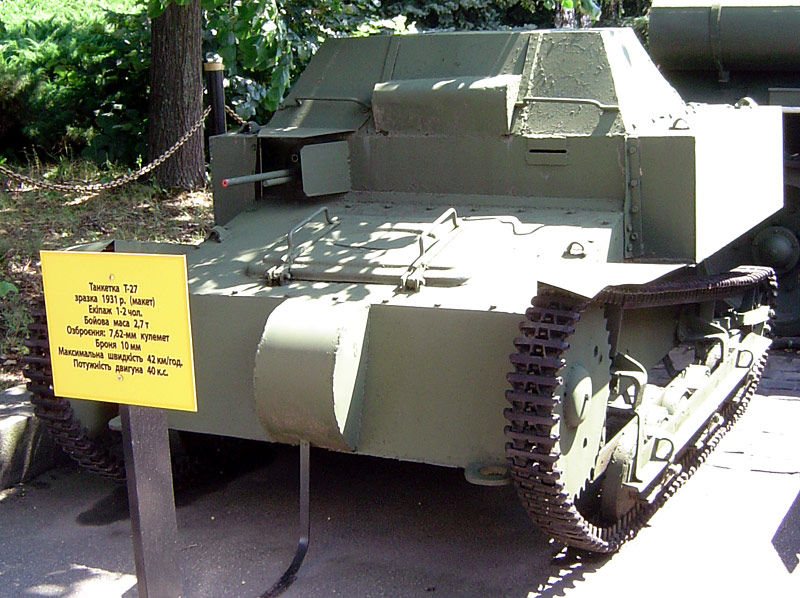
En T-27 från ett museum utanför Kiev

T-27, sovjetisk infanterivagn.

## Bakgrund
Åren 1930-1931 köpte Sovjetunionen ett antal lätta infanterivagnar,  Carden-Loyd Mk IV från Storbritannien. De hade ofta som uppgift att möjliggöra en spaningsverksamhet, som var någorlunda skyddad mot gevärskalibrig eld. Carden-Loyd hade ursprungligen en 7,7 mm Vickerskulspruta som beväpning. 

## Sovjetisk version
De ryska teknikerna var inte helt tillfreds med konstruktionen och i samband med licenstillverkningen förändrade man vagnen och gav den bl.a. ett mera markant torn än ursprunget. Man bytte också ut kulsprutan mot den egna 7,62 mm DT. T-27 kom att tillverkas i mer än 3300 enheter i Sovjetunionen. 
Arbetsmiljön i vagnen var extremt dålig. T-27 var så trång att endast relativt småväxta soldater kunde få plats i den och de fick stå ut med en närmast outhärdlig hetta. T-27 hade två mans besättning och åstadkom en fart av ca 25 km/h på väg. Den hade på grund av alltför smala drivband mycket svårt att ta sig fram i de ofta sanka och leriga skogsområdena. Vagnen drevs av en kopia av en Ford AA-motor på 40 hk.